# Liste der Kreisstraßen in Ingolstadt
Die Liste der Kreisstraßen in Ingolstadt ist eine Auflistung der Kreisstraßen in der bayerischen Stadt Ingolstadt mit deren Verlauf. 

## Abkürzungen
- EI: Kreisstraße im Landkreis Eichstätt
- IN: Kreisstraße in der kreisfreien Stadt Ingolstadt
- PAF: Kreisstraße im Landkreis Pfaffenhofen an der Ilm
- St: Staatsstraße in Bayern

## Liste
Nicht vorhandene bzw. nicht nachgewiesene Kreisstraßen werden in Kursivdruck gekennzeichnet, ebenso Straßen und Straßenabschnitte, die unabhängig vom Grund (Herabstufung zu einer Gemeindestraße oder Höherstufung) keine Kreisstraßen mehr sind.
Der Straßenverlauf wird in der Regel von Nord nach Süd und von West nach Ost angegeben.
| Nr. IN | Verlauf |
| ------ | --- |
| IN 1   | IN 2 – Pfarrer-Hausner-Straße – Dreiländerstraße – St 2214 |
| IN 2   | (EI 9 im Landkreis Eichstätt) – Stadtgrenze – Steinäckerstraße – IN 1 – Pettostraße – Hanfgartenstraße – St 2214 – Hofmarkstraße – Barthlgasserstraße – Wilhelm-Busch-Straße – Gerolfinger Straße – Westliche Ringstraße – |
| IN 3   | /St 2335 – Ochsenmühlstraße – Bussardstraße – IN 2 |
| IN 4   | (EI 12 im Landkreis Eichstätt) – Stadtgrenze – Hans-Stuck-Straße – Furtwänglerstraße – Gaimersheimer Straße – Richard-Wagner-Straße –                                                                                      |
| IN 5   | St 2335 – Kipfenberger Straße – IN 6 – Kipfenberger Straße – Ettinger Straße – IN 20 – Ettinger Straße – |
| IN 6   | (EI 9 im Landkreis Eichstätt) – Stadtgrenze – Kraibergstraße – St 2335 – Sankt-Michael-Straße – Kipfenberger Straße – Florian-Geyer-Straße – (IN 19) – Am Weinberg – Kriegsstraße – Hegnenbergstraße – St 2229             |
| IN 7   | – Friedrich-Ebert-Straße – Unterhaunstädter Weg – IN 8 – Deschinger Straße – IN 9 – Deschinger Straße – Stadtgrenze – (EI 34 im Landkreis Eichstätt)                                                                       |
| IN 8   | St 2229 – Am Augraben – IN 7 |
| IN 9   | (EI 14 im Landkreis Eichstätt) – Stadtgrenze – Lentinger Straße – IN 7 |
| IN 10  | (EI 38 im Landkreis Eichstätt) – Stadtgrenze – An der Messe – St 2231 |
| IN 11  | – Schloßstraße – Regensburger Straße – Stadtgrenze – (EI 39 im Landkreis Eichstätt) |
| IN 12  | – Manchinger Straße – IN 18 – Manchinger Straße – Stadtgrenze – (PAF 34 im Landkreis Pfaffenhofen an der Ilm) |
| IN 13  | – Asamstraße – Geisenfelder Straße – Am Stadtweg – IN 18 – Am Stadtweg – Niederfelder Straße – Niederstimmer Straße – Stadtgrenze – (PAF 18 im Landkreis Pfaffenhofen an der Ilm)                                          |
| IN 15  | – Südliche Ringstraße – Haunwöhrer Straße – Schrobenhausener Straße – Hans-Denck-Straße – IN 16 – Hans-Denck-Straße – Alte Mühle – St 2041 – Weicheringer Straße – Karlskroner Straße – /St 2044                           |
| IN 16  | IN 15 – Georg-Heiß-Straße – Robert-Koch-Straße – Unteranger – |
| IN 17  | – Westliche Ringstraße – Südliche Ringstraße – |
| IN 18  | – Klein-Salvator-Straße – Salierstraße – IN 13 – Salierstraße – IN 12 |
| IN 19  | (EI 43 im Landkreis Eichstätt) – Stadtgrenze – (Ostumgehung Etting) – IN 20 – Oskar-von-Miller-Straße – Agricolastraße – Roderstraße – St 2229                                                                             |
| IN 20  | IN 6 – (Quattroring) – IN 19 |
| IN 21  | (EI 51 im Landkreis Eichstätt) – Stadtgrenze – (In der Kamm) – St 2335 – Stadtgrenze – (EI 18 im Landkreis Eichstätt) |